# Летава
Лета́ва — село в Україні, у Чемеровецькій селищній громаді Кам'янець-Подільського району Хмельницької області.

## Назва
Село бере свою назву від річки Летавка, що протікає через усе село.

## Географія
Подільське село Летава розташоване на подільській височині в південно-західній частині України, за 33 кілометрів автошляхами від міста Кам'янець-Подільський. Через поселення протікає річка Летавка. Неподалік проходять шосе Р48 та Т 2308.

### Клімат
Летава знаходяться в межах вологого континентального клімату із теплим літом, у так званому «теплому Поділлі», тут весна настає на 2 тижні раніше. Але діяльність людини досить часто призводить до екоциду, поганих змін та глобального потепління. Рівень наповнення річок водою по області становить лише 20 % від необхідного стандарту, значна частина земної поверхні стає посушливою. Для покращення ситуації варто було б проводити ревайлдинг, відновлювати екосистеми та лісові насадження.

## Історія

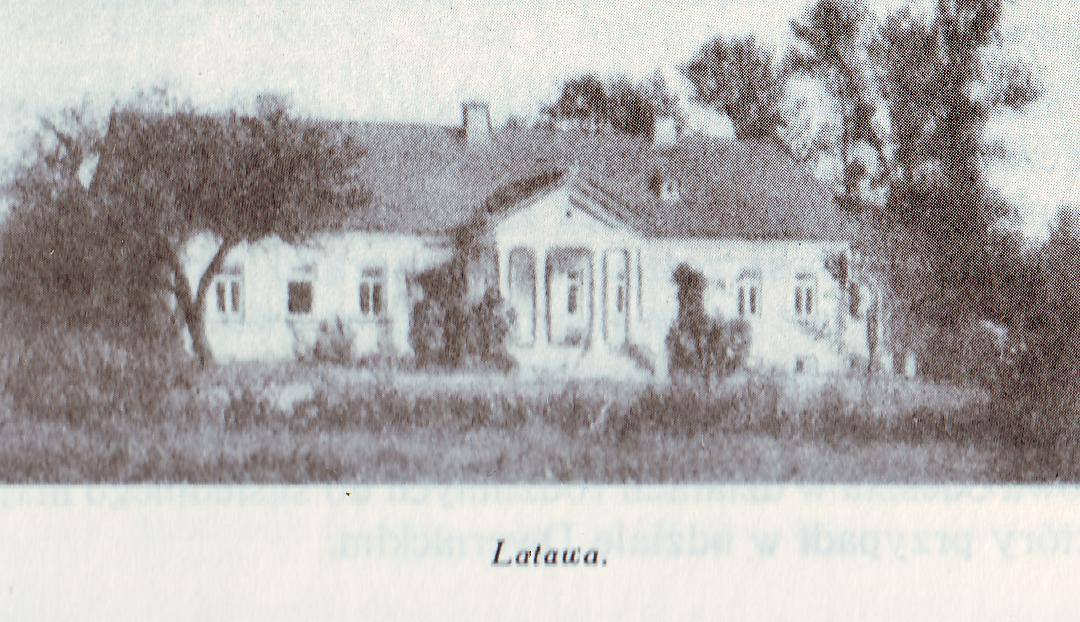
Садибний будинок у Летаві

Село вперше згадується у документі скальського старости Героніма Лянцкоронського, яким він дарував Станіславу Добеку Ловчовському пустинне село Летаво Дворище. Документ даний 11 квітня 1552 р. Згідно документу того часу Король Польщі Сигізмунд ІІ Август повідомляє, що скальський староста Геронім Лянцкоронський із Бжезя, віддає у власність пустине село Летово Дворище Станіславу Добеку Ловчовському. В 1565 р. в селі було всього 3 двори, в 1811 році їх було вже 181.
В кінці XVI століття власником Летавського маєтку був земський суддя Станіслав Добек Ловчовський.
29 червня 1589 року село носило назву Лятава. Цього дня його відвідав радник короля Речі Посполитої Еріх Лясота із Стеблева, про що зробив запис у своєму щоденнику.
3 1592 року його орендував Миколай Лянцкоронський, а з 1621 року село належало Касперу Матчинському.
Згідно адміністративного поділу XVI—XVIII століть, землі села Летава входили, до Скальського староства, Кам'янецького повіту, Подільського воєводства, Малопольської провінції.
В 1795 році після анексії Поділля Російською імперією село подаровано графині Літте, яка незабаром продала його Войцеху Граховському. В 1811 році в Летаві налічувалось 159 селянських дворів. В 18ЗО роках власником частини маєтку став К. Дружбацький, а 130 десятин Летавської землі і 15 кріпаків купив П. Мечнековський.
В 1847—1848 роках царський уряд провів інвентарну реформу. Інвентарні правила введені в маєтках села Летави, закріпили за поміщиками землі, що належали їм з 1847 року, та залишили без змін розміри кріпацьких наділів.
Селяни були звільнені від кріпосного права в 1861 році. На честь цієї події в багатьох селах Поділля на в'їздах встановлювали пам'ятні фігури, такі збереглись в селах: Нігин, Черче. Ця традиція помаленьку відновлюється, встановлюються статуї Божої Матері чи інші фігури.
1863 року селяни втрачають можливість користуватись рідною мовою, видано таємне розпорядження — Валуєвський циркуляр, що наказував призупинити видання значної частини книг, написаних українською мовою, а згодом доповнено Емським указом.
1882 року в селі було відкрито початкову школу.
1905 року в селі, як в одному з найбільших у Лянцкоронській волості, відкрили однокласне міністерське училище. Навчання тривало три роки.
За наявними даними у Першій світовій війні брали участь близько ста летавчан, частина із них воювали в 47-піхотному Українському полку, який дислокувався в місті Кам'янець-Подільському.
З листопада 1918 року по серпень 1919 року село Летава під владою Директорії Української Народної республіки. 16 липня 1919 року близько 15:00 години ІІ-й Українсько-Галицький корпус (УГК) перейшов річку Збруч біля села Збриж і направився до села Летава. Переночувавши в селі і привівши себе в порядок вечором 17 липня 1919 року штаб 3-ї бригади ІІ-го УГК залишив Летаву і відправився до містечка Лянцкорунь, звідти до села Жердя, а під вечір 19.07.1919 року дістався села Гуменці. Крім того, Галицька Армія продовжувала скупчуватись у районі: 1-й корпус в районі Лятава-Андріївка, штаб — Лянцкорунь; 2-й корпус — Мар'янівка-Оринин, штаб в Оринині; 3-й корпус Фридрівці-Княгинине, штаб у Залуччі. Начальна команда (НК ГА) прибула в Кам'янець. 1-й полк 7-ї бригади зараз у Ніврі, 2-й полк ще на позиції.
Внаслідок поразки Перших визвольних змагань на початку XX століття, село надовго окуповане російсько-більшовицькими загарбниками.
Радянська окупація принесла колективізацію та розкуркулення, мешканці села зазнали репресій. Багатьох частинах Поділля відбувались масові селянські повстання, проти радянської влади.
1930-х роках у селі розібрали стару дерев'яну церкву.

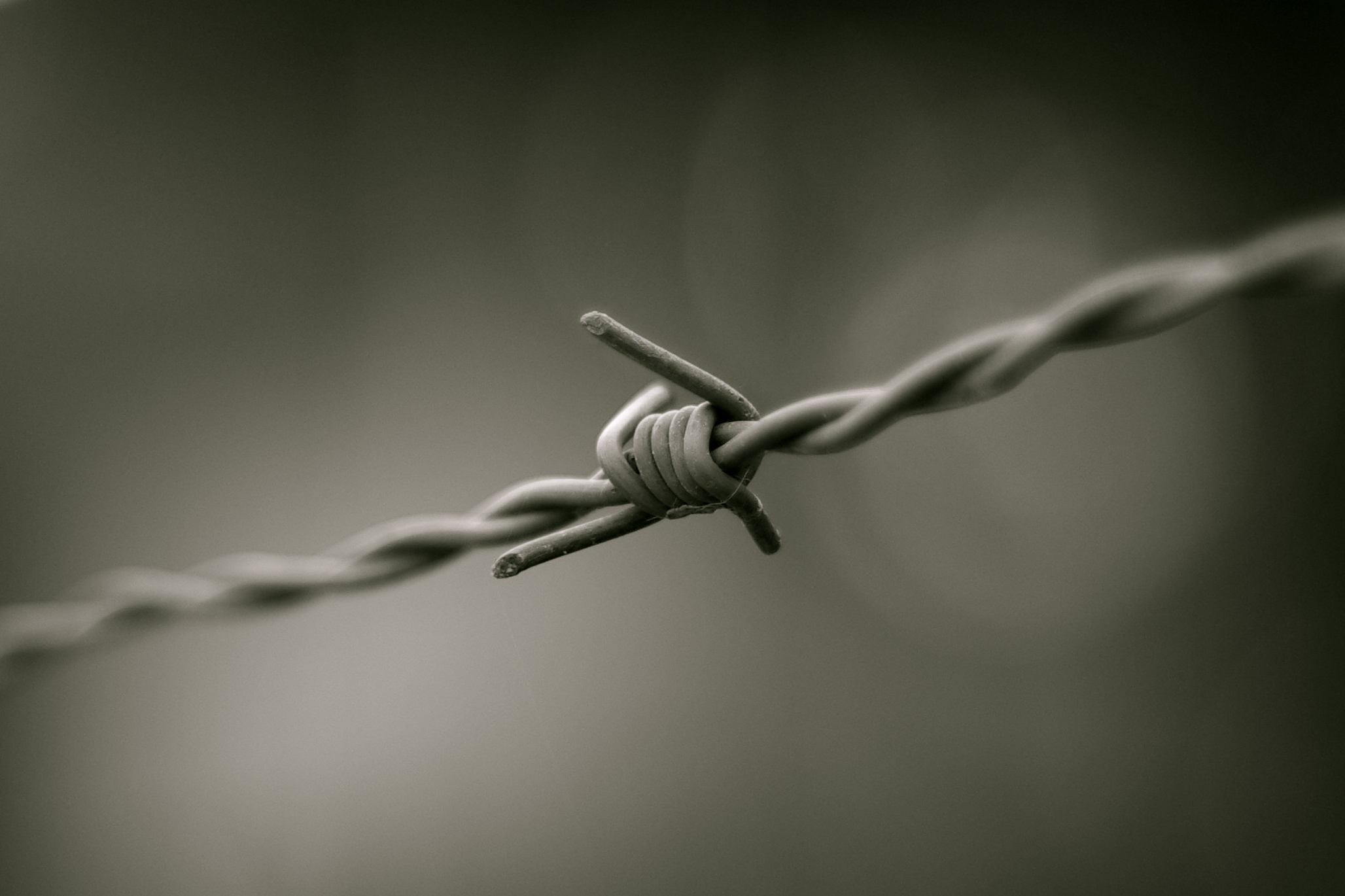
[http://www.reabit.org.ua/nbr/?st=3®ion=&ss=Рудківці&logic=or&f1_type=begins&f1_str=&f2_type=begins&f2_str=&f3_type=begins&f3_str=&f4_from=&f4_till=&f7%5B%5D=all&f14%5B%5D=all#list Національний банк репресованих

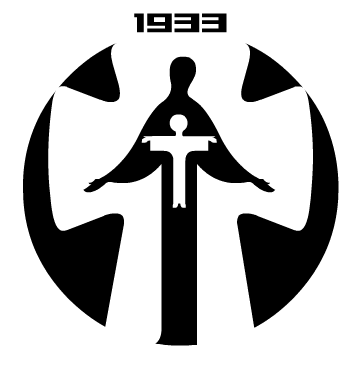
[https://victimsholodomor.org.ua/khmelnytsky/easytable/25-peoples-new.html?start=300 Список жертв Голодомору, Хмельницька область

В 1932–1933 селяни села пережили Голодомор. У Летаві померло близько 22 осіб, на даний час встановлено імена 17.
- Антонюк Ганна, 36 р., померла в 1932 р., причина смерті не вказана.
- Байдюк Семен Сидорович, 37 р., помер в 1933 р., причина смерті не вказана.
- Зварич Григорій, 32 р., помер в 1933 р., причина смерті не вказана.
- Кривохижа Антоніна Михайлівна, 17 р., померла в 1932 р., причина смерті не вказана.
- Маслій Марія, 45 р., померла в 1932 р., причина смерті не вказана.
- Маслій Олександр, 43 р., помер в 1933 р., причина смерті не вказана.
- Маслій Терентій, 58 р., помер в 1933 р., причина смерті не вказана.
- Миколін Ірина, 40 р., померла в 1933 р., причина смерті не вказана.
- Олійник Марко, 24 р., помер в 1933 р., причина смерті не вказана.
- Репій Ганна, 33 р., померла в 1933 р., причина смерті не вказана.
- Репій Марина, 20 р., померла в 1932 р., причина смерті не вказана.
- Степанишен Тихін Якович, 31 р., помер в 1932 р., причина смерті не вказана.
- Чорна Федора, 32 р., померла в 1932 р., причина смерті не вказана.
- Чорний Кирило, 37 р., помер в 1933 р., причина смерті не вказана.
- Чорний Петро, 9 р., утриманець, помер в 1933 р., причина смерті не вказана.
- Чорний Семен Григорович, 36 р., помер в 1933 р., причина смерті не вказана.
- Юрченко Дмитро Миколайович, 8 р., утриманець, помер в 1933 р., причина смерті не вказана.

Роки Великого терору 1936-1937 вбито осіб різних національностей і професій, багато людей було виселено як сім'ї «ворогів народу». В період масових репресій, що здійснювалися тодішньою радянською владою — 74 летавчани піддалися репресіям. Ці люди були незаконно позбавлені волі, життя, депортовані за межі України або обмежені в праві проживати в рідній місцевості, позбавлені майна та житла. Всі репресовані летавчани в різні роки були реабілітовані.
З 1937 року селі з'явилася електрика, 1938 — побудували клуб.
По закінченню Другої світової війни у 1946—1947 роках мешканці села вчергове пережили голод.
Саме у село Летава влітку 1948 року зі своїми студентами приїздила художниця Тетяна Яблонська для проходження художньої практики. Зроблені нею нариси лягли в основу відомої картини «Хліб», за яку мисткиня отримала Державну премію СРСР.
1949 року методом народного будівництва в селі збудували першу в області колгоспну лікарню на 25 ліжок, яка пізніше перетворилася на дільничну, а 1967 року лікарня отримала нове приміщення на 30 ліжок.
У 1964 році в центрі села було збудовано триповерхову будівлю школи.
У 1986 році учасниками ліквідації аварії на Чорнобильській АЕС були летавчани:
- Аліварський Василь Леонтійович
- Маслій Володимир Павлович
- Москалюк Микола Петрович
- Приймак Віталій Володимирович

З 24 серпня 1991 року в складі незалежної України.
19 січня 1992 року почалася газифікація села.
15 вересня 2016 року шляхом об'єднання сільських територіальних громад, село увійшло до складу Чемеровецької селищної громади. Об'єднання в громаду має створити умови для формування ефективної і відповідальної місцевої влади, яка зможе забезпечити комфортне та безпечне середовище для проживання людей.
До адміністративної реформи 19 липня 2020 року село належало до Чемеровецького району, після його ліквідації, увійшло до складу Кам'янець-Подільського району.
23 грудня 2021 року відбулось урочисте відкриття оновленої Летавської амбулаторії загальної практики — сімейної медицини.
11 травня 2023 року релігійна громада храму Покрови Пресвятої Богородиці села перейшла з Московського патріархату в Православну Церкву України. Вперше, в місцевій церкві пролунала молитва українською мовою.

## Населення
Населення становить 1860 осіб на 2001 рік.

### Мова
У селі поширені західноподільська говірка та південноподільська говірка, що відносяться до подільського говору, який належить до південно-західного наріччя.
100 % населення вказало своєю рідною мовою українську мову за даними перепису 2001 року.

## Інфраструктура
У селі є Летавська ЗОШ І-ІІІ ст., будинок культури та історико-краєзнавчий музей. На території села розміщений СВК «Летава».

## Релігія
- Церква Покрови Пресвятої Богородиці (ПЦУ)

## Відомі люди
- Бойко Давид Васильович — двічі Герой Соціалістичної Праці.
- Тройнюк Юхим Прокопович — козак 1-ї бригади 4-ї Київської дивізії Армії УНР, Герой Другого Зимового походу.
- Приймак Оксана Георгіївна — кандидат філософських наук, доцент Української сільськогосподарської академії

## Природоохоронні території
Село лежить у межах національного природного парку «Подільські Товтри».
Працює музей історії села

## Світлини

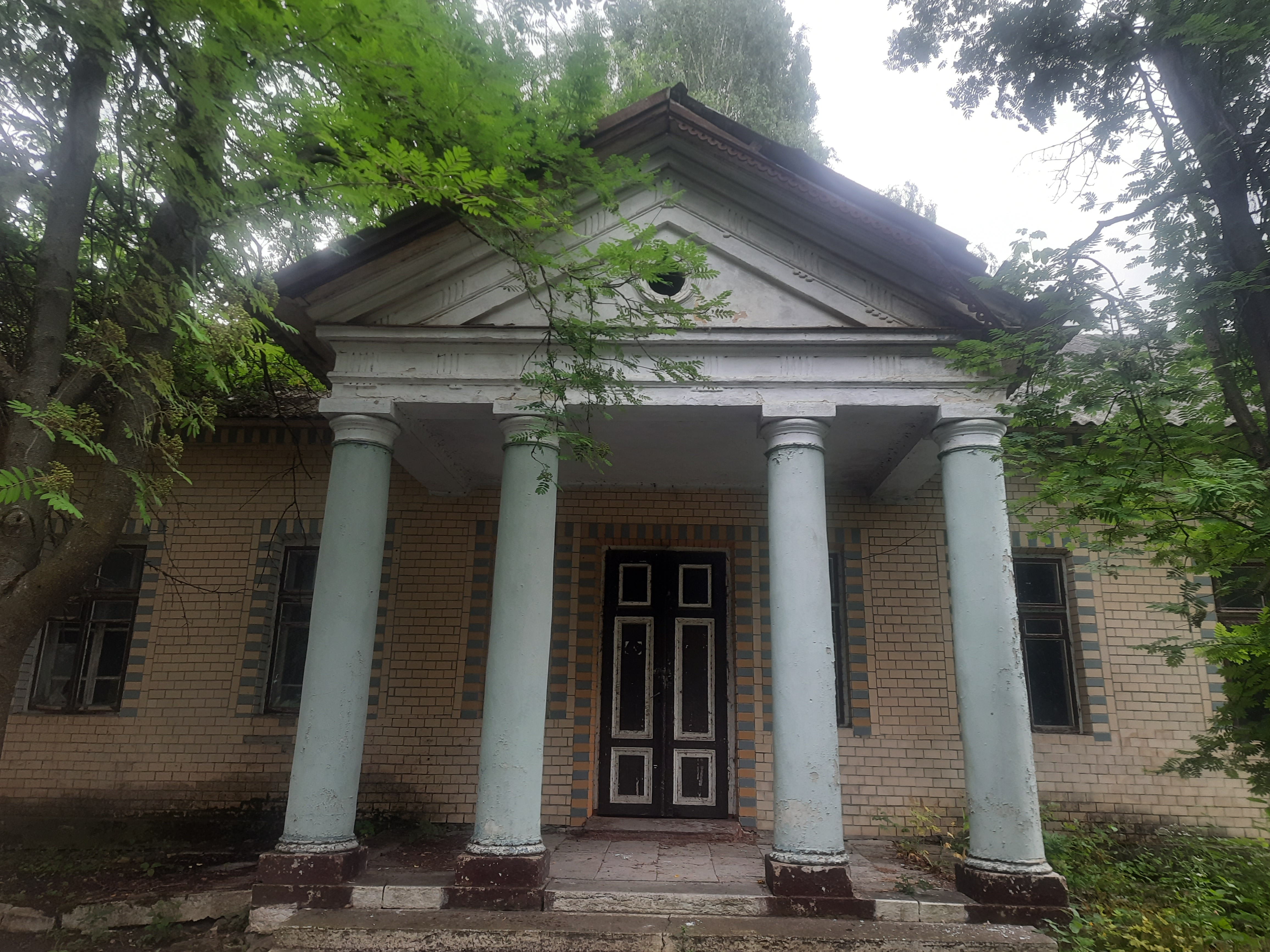
Колишня панська садиба
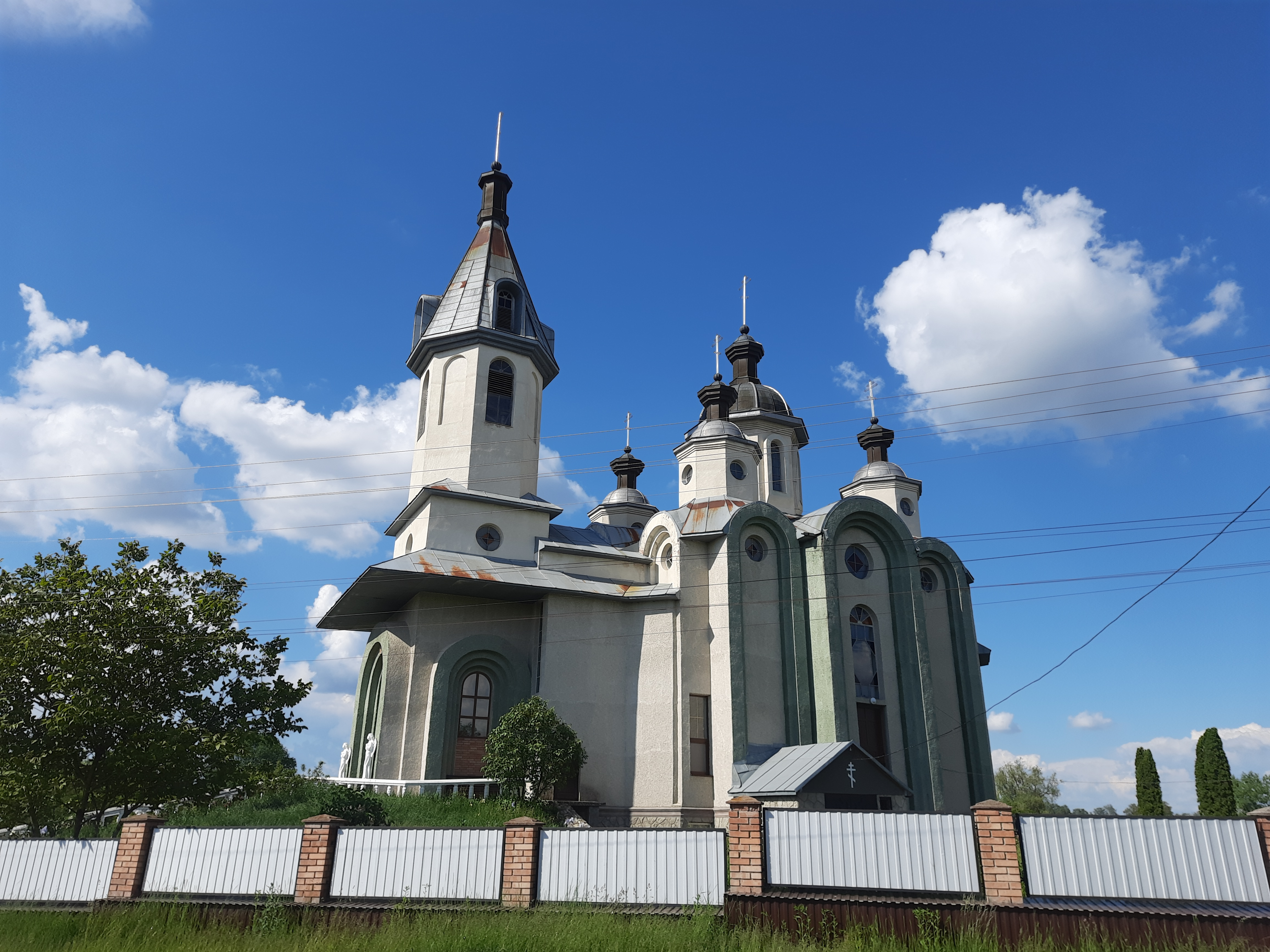
Покровська церква
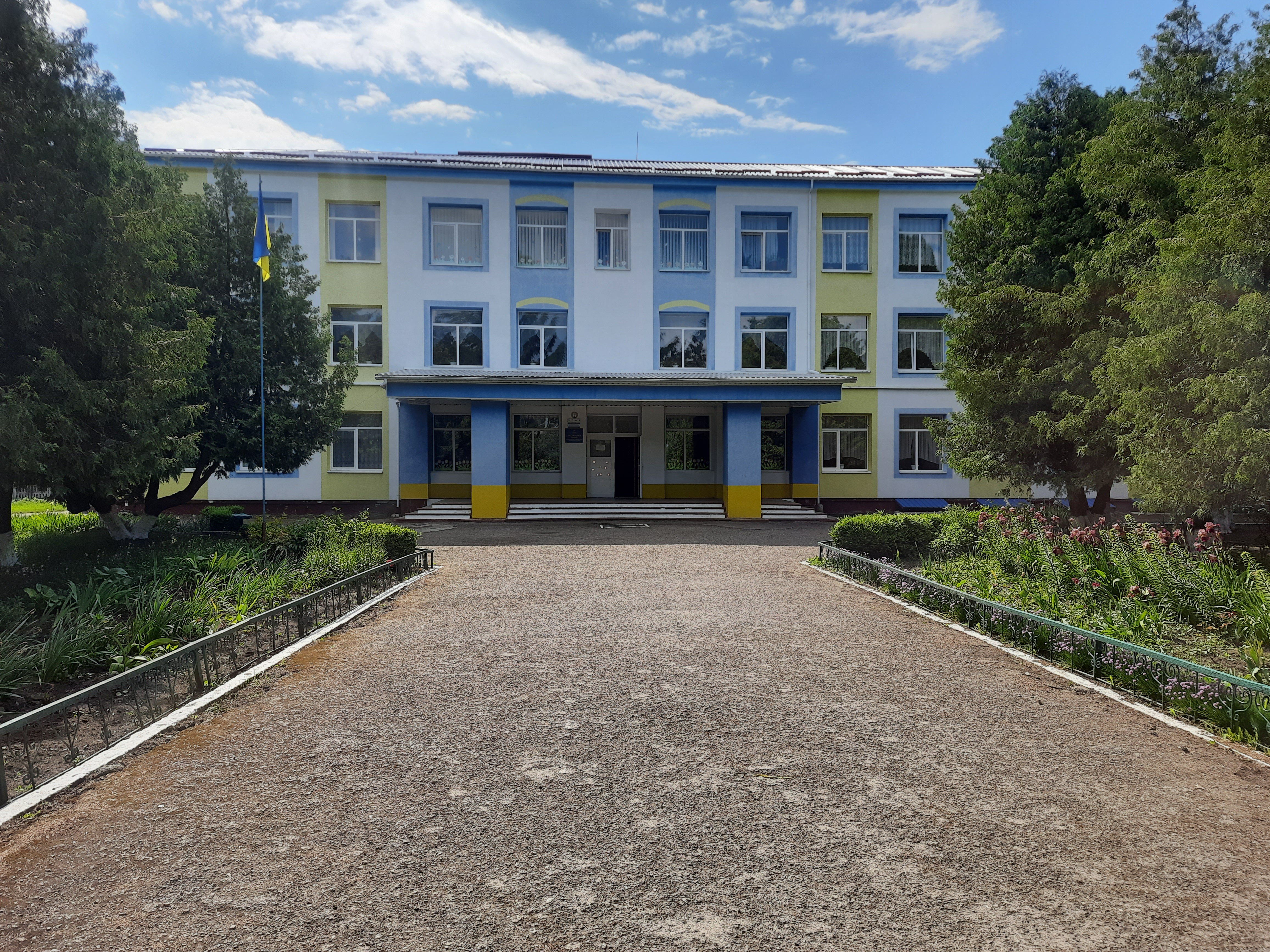
Школа
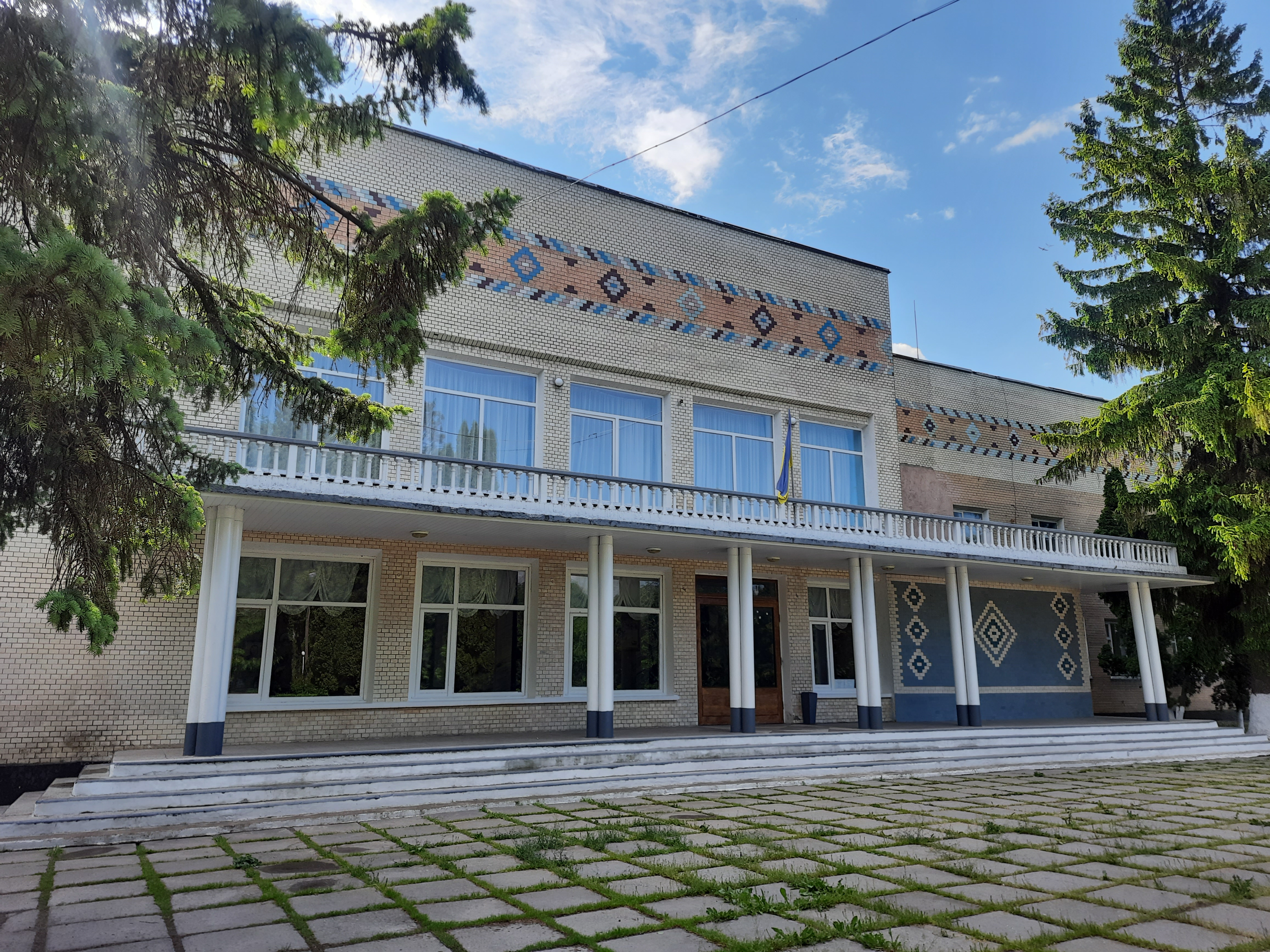
Будинок культури
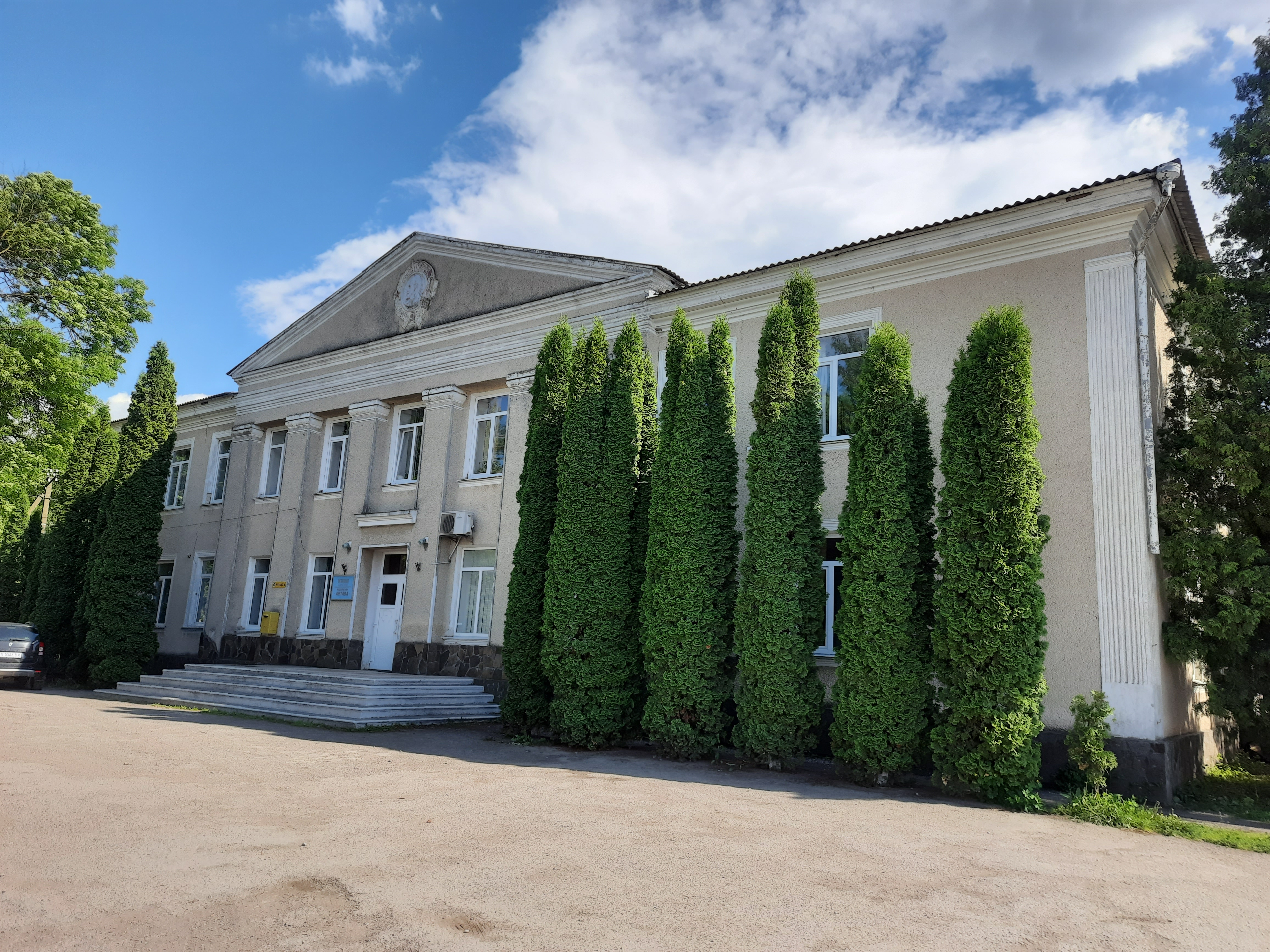
Старостат
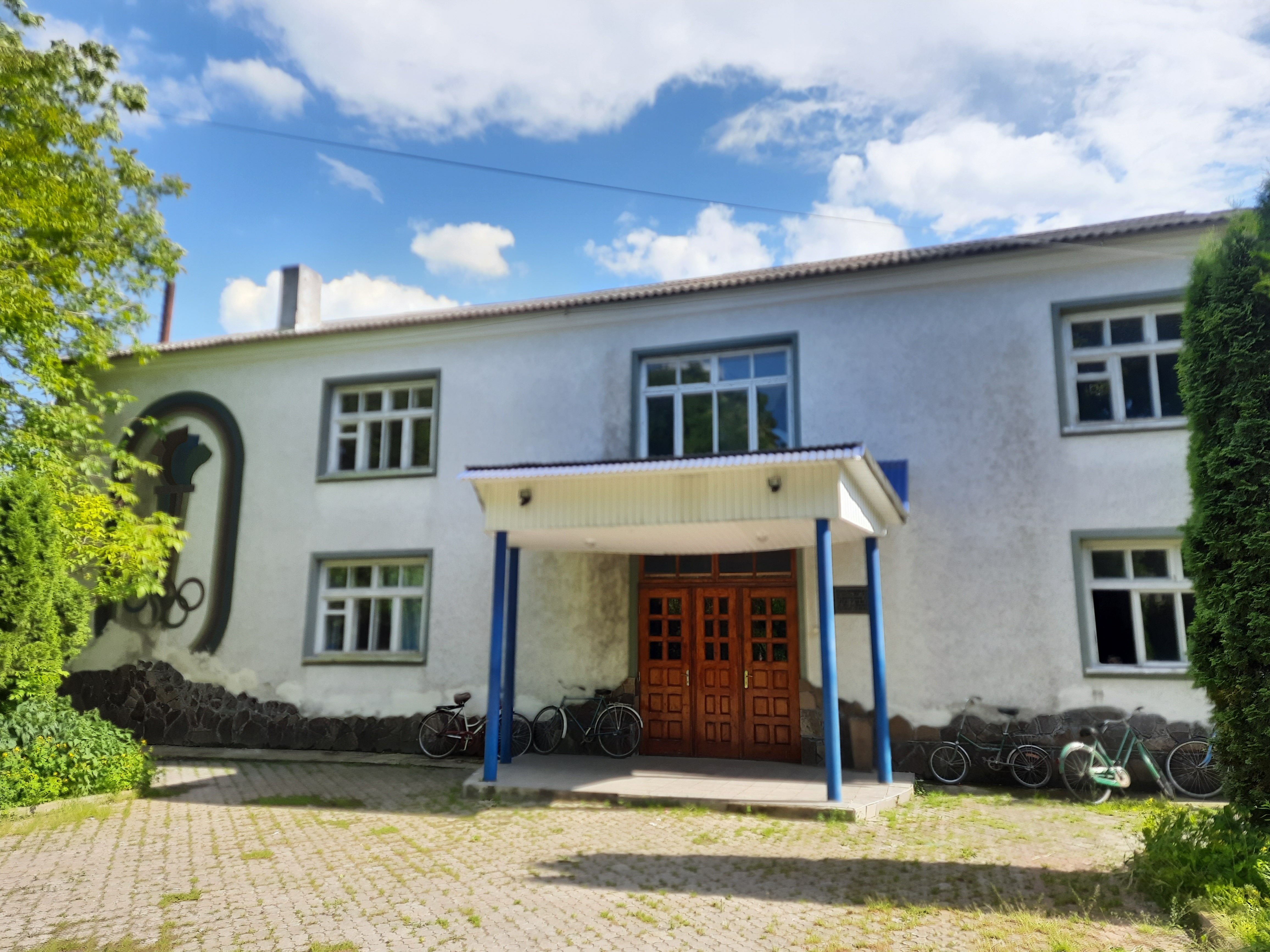
Спортивний комплекс
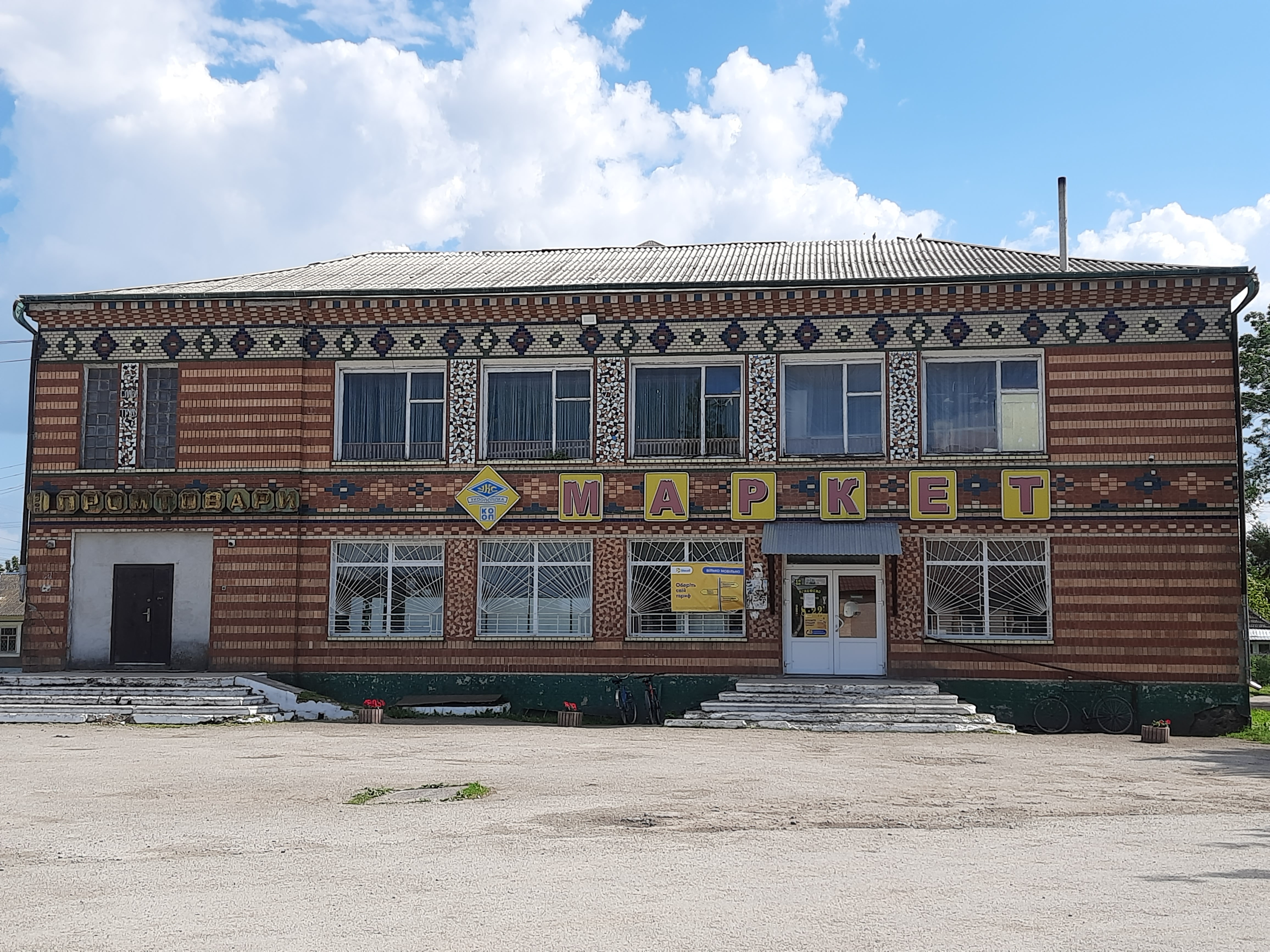
Крамниця
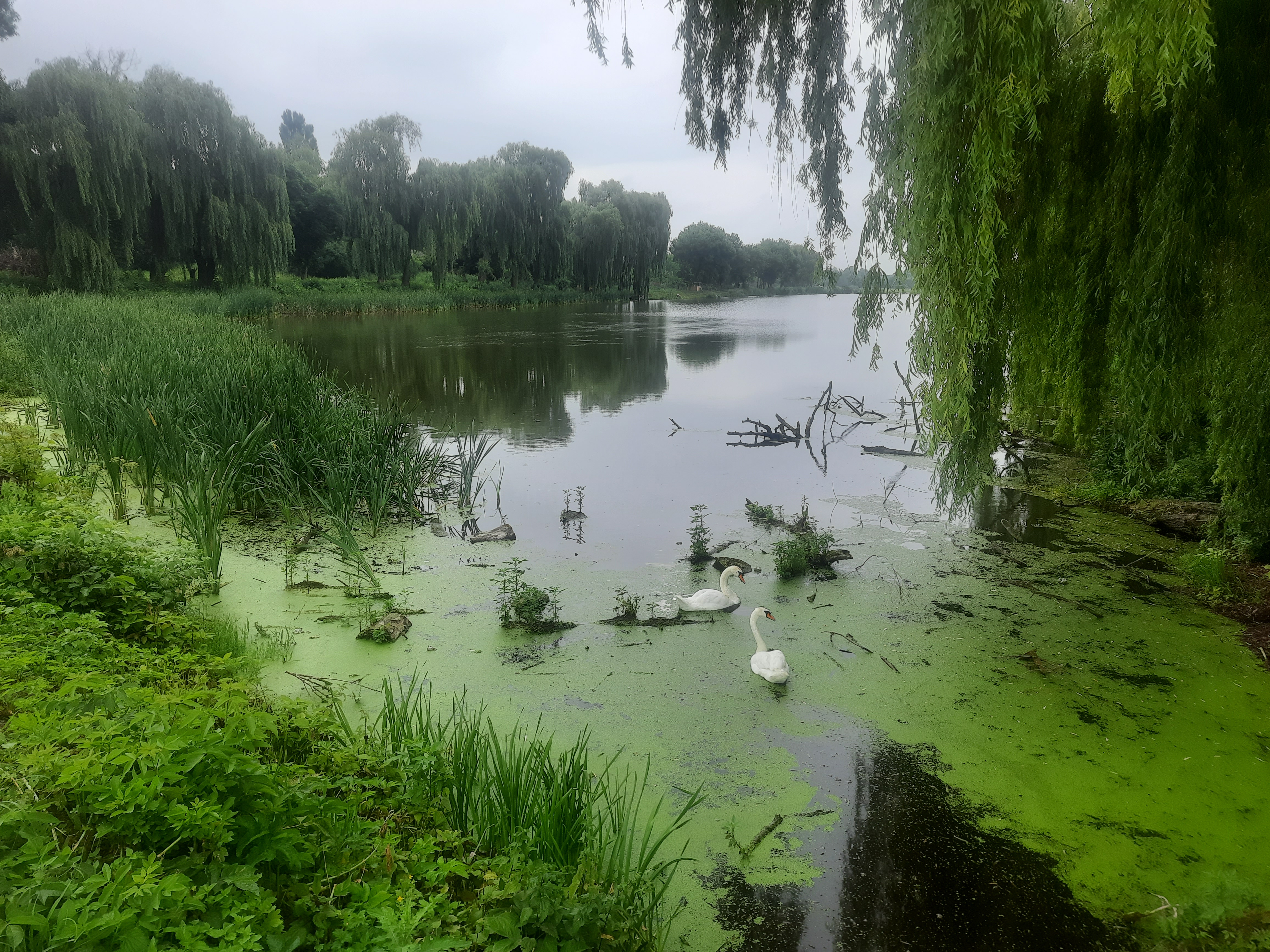
Ставок